# Piotr Gambacorta
Piotr Gambacorta (ur. 15 lutego 1355 w Pizie; zm. 17 czerwca 1435 w Wenecji) – Błogosławiony Kościoła katolickiego, włoski pustelnik, założyciel Kongregacji Ubogich Pustelników św. Hieronima.

## Życiorys
W młodości bardzo przeżył śmierć matki. Wkrótce w tajemniczych okolicznościach zostali zamordowani trzej jego bracia. W 1393 roku został zamordowany jego ojciec. Piotr został tercjarzem franciszkańskim, a po pewnym czasie założył Kongregację Ubogich Pustelników św. Hieronima. Zmarł, mając 80 lat, w opinii świętości. Kult jako błogosławionego został zatwierdzony przez papieża Innocentego XII w dniu 8 grudnia 1693 roku.